# NGC 6794
NGC 6794 est une vaste galaxie spirale située dans la constellation du Sagittaire. Sa vitesse par rapport au fond diffus cosmologique est de 5 887 ± 13 km/s, ce qui correspond à une distance de Hubble de 86,8 ± 6,1 Mpc (∼283 millions d'al). NGC 6788 a été découverte par l'astronome britannique John Herschel en 1834.
La classe de luminosité de NGC 6794 est I-II et elle présente une large raie HI. 
À ce jour, trois mesures non basées sur le décalage vers le rouge (redshift) donnent une distance égale à 96,867 ± 1,041 Mpc (∼316 millions d'al), ce qui est à l'extérieur des valeurs de la distance de Hubble. Notons que c'est avec la valeur moyenne des mesures indépendantes, lorsqu'elles existent, que la base de données NASA/IPAC calcule le diamètre d'une galaxie et qu'en conséquence le diamètre de NGC 6794 pourrait être d'environ 61,3 kpc (∼200 000 al) si on utilisait la distance de Hubble pour le calculer.